# Maddalena penitente (Tiziano Napoli)
La Maddalena penitente è un dipinto olio su tela (122 × 94 cm) eseguito da Tiziano, databile al 1550 circa e conservato nel Museo nazionale di Capodimonte a Napoli.

## Storia
Le notizie storiche sul dipinto sono confuse per l'esistenza di alcune copie e varianti, trattandosi di un soggetto particolarmente caro a Tiziano, che come la Danae compare più volte nel suo repertorio.
Vasari ricorda diverse repliche della Maddalena. Una di queste, la più antica, l'unica ante-concilio tridentino, che si trovava alla sua epoca nella guardaroba del duca di Urbino, e che poi dovrebbe essere quella passata a Firenze con la dote di Vittoria Della Rovere nel 1631. Un'altra versione della tela fu acquistata per cento ducati da un nobile veneziano, costringendo Tiziano a eseguirne subito un'altra ancora, nel 1561, con la santa vestita, che intanto l'aveva richiesta il re Filippo II di Spagna e poi passata nelle collezioni inglesi dove andò distrutta nel 1873 in un incendio, nota oggi grazie alla copia che fu fatta da Luca Giordano e conservata al monastero dell'Escorial.
Quest'ultimo dipinto in particolare riscosse così tanto successo che la redazione fu replicata ancora un'ulteriore volta da Tiziano, questa volta per una versione che fu inviata nel 1567 al cardinale Alessandro Farnese il Giovane, il quale, da tramite, avrebbe dovuto poi consegnarla al nuovo papa Pio V Ghisleri. Secondo la critica ottocentesca, la versione oggi a Napoli nel Museo di Capodimonte, proveniente dalla collezione Farnese, sarebbe da identificare proprio con quest'ultima opera.
Negli inventari del 1644 e del 1653 di palazzo Farnese a Roma la tela è segnalata in loco con la corretta autografia a Tiziano. Successivamente la medesima vive le sorti che hanno interessato le opere di maggior pregio della raccolta presenti nel palazzo romano, quindi viene spostata a Parma, dov'è registrata nel 1680 dapprima entro il palazzo del Giardino e poi in seguito in quello della Pilotta, entrambe altre dimore farnesiane in terra emiliana. La Maddalena è poi inserita nella Descrizione delle cento opere più prestigiose della galleria parmense, redatta da Richardson nel 1725.
Nel 1734 il dipinto, con tutta la collezione Farnese, viene trasferito a Napoli a seguito degli immediati passaggi di eredità della raccolta a Elisabetta, ultima discendente del casato, e poi al figlio Carlo di Borbone. Fino al 1765 la tela è registrata nella costruendo reggia di Capodimonte, mentre due anni dopo viene spostata nelle sale del Palazzo Reale, per poi ritornare nella galleria dov'è segnalata già nel 1783. Con l'avvento della Repubblica napoletana del 1799, le truppe francesi prelevano dal museo napoletano circa 300 dipinti di provenienza farnesiana (all'epoca il Museo di Capodimonte fu costituito per ospitare esclusivamente la collezione Farnese), tra cui anche la Maddalena. L'anno seguente, l'emissario Domenico Venuti, per ordine di Ferdinando IV di Borbone, fu incaricato di reperire tutte le opere illegittimamente sottratte alla città, rinvenendo oltre che il Ritratto del cardinale Alessandro Farnese, anche la Maddalena, che era nei depositi del complesso di San Luigi dei Francesi a Roma, dov'erano state tenute tutti i reperti sottratti in attesa di essere trasferiti in Francia.
Rientrata a Napoli fu conservata temporaneamente presso il palazzo Francavilla, finché con l'insediamento dei francesi al regno di Napoli, che regnarono in città per dieci anni (il cosiddetto decennio francese), la tela fu assieme al Ritratto di Paolo III, a quello dello stesso papa con i nipoti Alessandro e Ottavio, e alla Danae, portata da Ferdinando IV a Palermo, dov'era anche egli in fuga, per metterla in sicurezza dalle truppe straniere. Con la restaurazione borbonica del 1815, la tela ritorna nuovamente a Napoli nel Museo di Capodimonte.

## Descrizione e stile
La versione più antica del dipinto è quella fiorentina di Palazzo Pitti, che risulta essere anche la più sensuale in quanto rappresentata in un momento storico antecedente al concilio di Trento, dove era ancora usuale rappresentare sante senza abiti in dosso.
Nella Maddalena di Napoli la penitenza viene quindi rappresentata con anche elementi iconografici più pertinenti al soggetto, assenti nella prima redazione: a differenza della versione fiorentina del 1533, la Maddalena napoletana infatti non appare più nuda, ma vestita, con l'ampolla degli unguenti inserita in basso a sinistra, sopra alla quale è la firma del pittore «TITIANVS P.», mentre gli altri elementi tipici dell'iconografia introdotti sono quella del libro aperto e del teschio come memento mori. La postura e la gestualità è pressoché la medesima in tutte le redazioni del soggetto che il Tiziano eseguirà nel corso della sua lunga carriera, quindi con la santa che tiene lo sguardo al cielo, in cerca della redenzione dai peccati commessi. Sullo sfondo roccioso invece si apre un tipico paesaggio tizianesco, che se nella versione di Firenze appare più cupa e burrascosa, in questa di Napoli risulta quieta e schiarita con un netto impreziosimento cromatico, che poi verrà accentuato ancor di più nella redazione di San Pietroburgo.
Secondo parte della critica la tela fu infatti da modello per quella successiva, di circa dieci anni posteriore (1660), che, già presso la bottega di Tiziano, alla morte del maestro veneziano fu venduta dal figlio Pomponio a Cristoforo Barbarigo, confluendo nel 1850 entro le raccolte del Museo dell'Ermitage di San Pietroburgo.
Intorno al 1960 la Maddalena penitente fu interessata da un importante lavoro di restauro che ha ripristinato l'originale qualità della materia pittorica dell'opera.

## Altre versioni

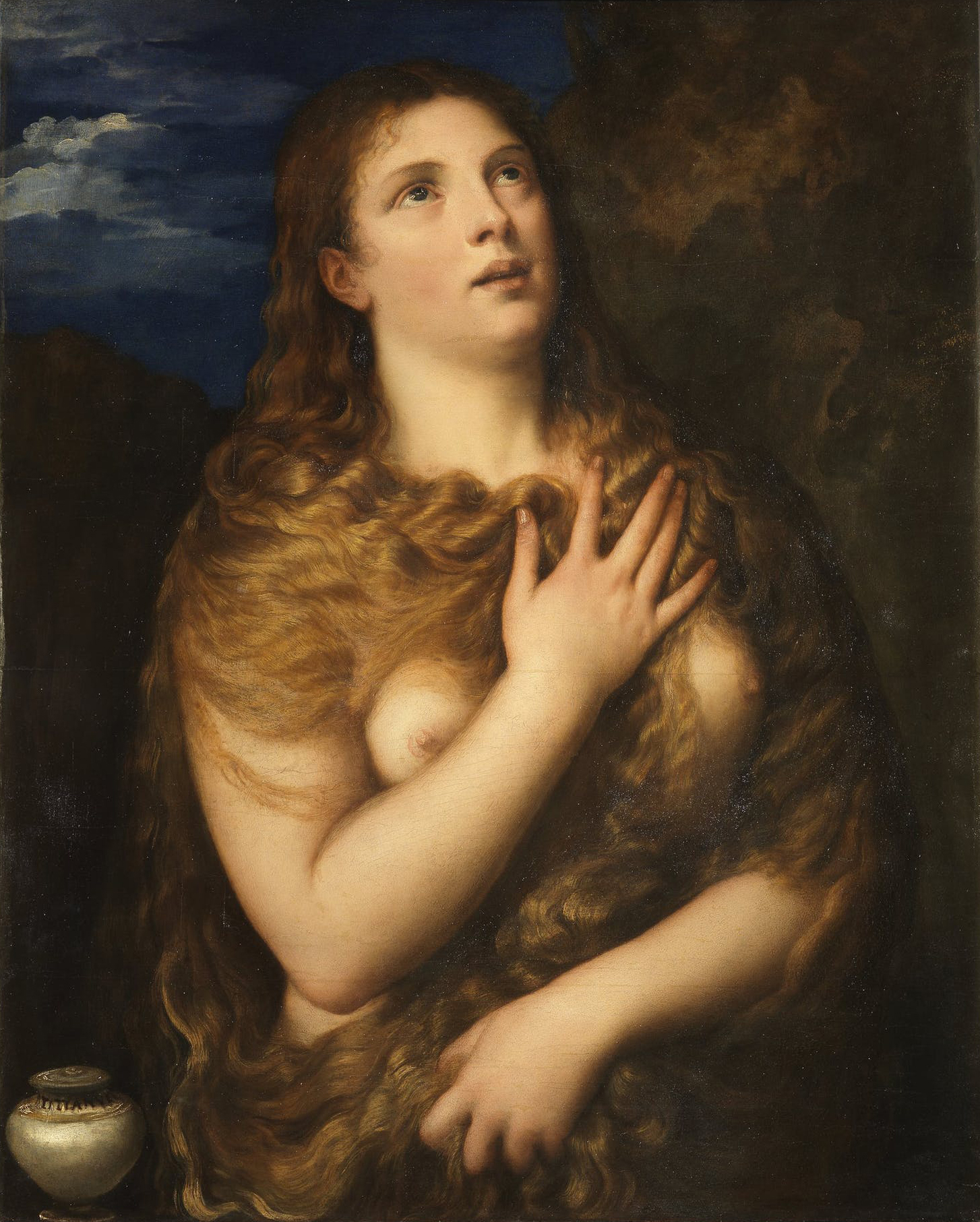
Maddalena penitente (1533) - Galleria Palatina di Palazzo Pitti, Firenze.
Maddalena penitente (1565) - Museo dell'Ermitage, San Pietroburgo.